# Martin Stiefenhofer
Martin Stiefenhofer (* 1962 in Ravensburg) ist ein deutscher Autor, Lektor und Redakteur.

## Leben
Martin Stiefenhofer wuchs in Ravensburg auf. Das Studium der Germanistik und Pädagogik an der Universität Heidelberg schloss er 1992 mit dem Magister Artium ab. Anschließend absolvierte er ein einjähriges Volontariat beim Schweizer Waldgut Verlag in Frauenfeld und war dort danach als Lektor tätig. Von 1995 bis 1999 war er Verlagsmitarbeiter beim Marino Verlag in München.
Stiefenhofer veröffentlichte als Autor auch unter den Pseudonymen Marc Limoni, Raju Kurray, Adrian Geoghegan, Felix Binder und Raimond N. Fitzgerald.
Heute lebt und arbeitet er als freier Redakteur, Lektor, Autor und Herausgeber für die Bereiche Kinder- und Jugendbuch, Sachbuch, Belletristik, Fantasy und Lyrik in Freiburg im Breisgau.

## Werke (Auswahl)

### Autor
- So wird Ihr Kind schlau, Weltbild, Augsburg 1997, ISBN 978-3-89604-406-8
- Schöne alte Kinderspiele, Weltbild, Augsburg 1998, 11. erweiterte Auflage mit CD-ROM 2001, ISBN 978-3-89604-458-7
- Abzählreime und Hüpfspiele, Weltbild, Augsburg 1998, ISBN 978-3-89604-456-3
- Das große Vorschulbuch, Weltbild, Augsburg 1998, ISBN 978-3-89604-470-9
- Der große Knobel- und Kniffelblock, Weltbild, Augsburg 2000, ISBN 978-3-89604-717-5
- 55 Tipps … wie Ihr Kind zur Ruhe kommt, Christophorus, Freiburg 2000, ISBN 978-3-419-53431-1
- Weihnachten bei den Tieren im Wald, Kerle, Freiburg 2001, ISBN 978-3-451-70392-8
- Gartenzwerge, arsEdition, München 2001, ISBN 978-3-7607-8847-0
- 55 Tipps … wenn Kinder sich streiten, Christophorus, Freiburg 2001, ISBN 978-3-419-53434-2
- mit Adrian Urban: Knaurs großer Erziehungsratgeber, Droemer Knaur, München 2002, ISBN 978-3-426-66707-1
- Knaurs großer Buch der Kinderspiele, Droemer Knaur, München 2002, ISBN 978-3-426-66460-5
- 55 Tipps … wie Ihr Kind sich besser konzentrieren kann, Christophorus, Freiburg 2002, ISBN 978-3-419-53437-3
- Das will ich nicht, Weltbild, Augsburg 2004, ISBN 978-3-89897-013-6
- Die schönsten Spiele aus aller Welt, Weltbild, Augsburg 2005, ISBN 978-3-89897-192-8
- Magnetspiele, Weltbild, Augsburg 2005, ISBN 978-3-89897-132-4
- Die tollsten Fadenspiele, Weltbild, Augsburg 2006, ISBN 978-3-89897-454-7
- Fingerspiele, Weltbild, Augsburg 2006, ISBN 978-3-89897-539-1
- Freunde im Winterwald, Kerle, Freiburg 2006, ISBN 978-3-451-70754-4
- Die besten Erziehungstipps, Weltbild, Augsburg 2008, ISBN 978-3-89897-953-5
- Die fleißigen Weihnachtswichtel, Ravensburger, Ravensburg 2009, ISBN 978-3-473-32552-8
- Wer hilft dem Weihnachtsmann?, Ravensburger, Ravensburg 2009, ISBN 978-3-473-32553-5
- Liebes Christkind, kommst du bald? Ravensburger, Ravensburg 2009, ISBN 978-3-473-32554-2
- Kleiner Engel, kommst du mit? Ravensburger, Ravensburg 2009, ISBN 978-3-473-32555-9
- Schöne alte Kinderspiele, Bassermann, München 2010, ISBN 978-3-8094-2752-0
- Liebes Christkind, komm zu uns, Ravensburger, Ravensburg 2012, ISBN 978-3-473-43358-2
- Lernspiel Rechnen bis 100, Ravensburger, Ravensburg 2013, EAN 4049817414897
- Mein Uhrenbuch, Tessloff, Nürnberg 2014, ISBN 978-3-7886-2010-3
- Eins, zwei, drei – Sprachspielerei, Ravensburger, Ravensburg 2014, ISBN 978-3-473-41991-3
- mit Claire Singer: Die alten Griechen, Tessloff Verlag, Nürnberg 2015, ISBN 978-3-7886-2064-6
- Ritterburg, Tessloff, Nürnberg 2017, ISBN 978-3-7886-2212-1
- Technik zu Hause, Tessloff, Nürnberg 2018, ISBN 978-3-7886-2215-2
- Müllabfuhr, Tessloff, Nürnberg 2018, ISBN 978-3-7886-1932-9
- mit Anna Falkner: 1000 Highlights die Welt, Bruckmann, München 2018, ISBN 978-3-7343-1089-8

### Autor unter Pseudonym
- Tattoos mit Henna, Augustus, Augsburg, 1998, ISBN 978-3-8043-0469-7
- Kleine Elfe, bring mir Glück, Kerle, Freiburg, 2003, ISBN 978-3-451-70525-0
- Kleine Elfe, komm zurück, Kerle, Freiburg, 2004, ISBN 978-3-451-70604-2
- Keltische Tattoos, Weltbild, Augsburg, 2004, ISBN 978-3-89897-092-1
- Afrikanische Seele, Weltbild, Augsburg, 2006, ISBN 978-3-89897-456-1
- Überraschung für den Nikolaus, Kerle, Freiburg, 2006, ISBN 978-3-451-70678-3
- Die kleine Elfe in der Elfenschule, Kerle, Freiburg, 2007, ISBN 978-3-451-70761-2
- Die kleine Elfe im Winterwald, Kerle, Freiburg, 2008, ISBN 978-3-451-70901-2
- Die kleine Elfe und das Abenteuer im Baumhaus, Kerle, Freiburg, 2009, ISBN 978-3-451-70923-4
- Teddy Knopfauge sucht sein Zuhause, Coppenrath, Münster, 2009, ISBN 978-3-8157-8445-7
- Die kleine Elfe und der Zauberstein, Kerle, Freiburg, 2010, ISBN 978-3-451-70988-3
- Ein Abenteuer für den Nikolaus, Kerle, Freiburg, 2010, ISBN 978-3-451-70979-1
- Die kleine Sternschnuppe Marie, Coppenrath, Münster, 2010, ISBN 978-3-8157-9249-0
- Smilla findet einen Brief, arsEdition, München, 2011, ISBN 978-3-7607-5294-5
- Cristella, die Eisprinzessin, Ravensburger, Ravensburg, 2011, ISBN 978-3-473-44566-0
- Die kleine Elfe und die Zauberprüfung, Kerle, Freiburg, 2011, ISBN 978-3-451-71045-2

### Herausgeber
- Lieber, guter Weihnachtsmann, Kerle, Freiburg, 2001, ISBN 978-3-451-70402-4
- Eia popeia, was raschelt im Stroh, Kerle, Freiburg, 2001, ISBN 978-3-451-70403-1
- Schlaf, mein Kindchen, schlaf ein, Kerle, Freiburg, 2001, ISBN 978-3-451-70367-6
- Der Weihnachts-Wunschzettel, Kerle, Freiburg, 2005, ISBN 978-3-451-70665-3
- Schön, dass wir zusammen sind, Kerle, Freiburg, 2005, ISBN 978-3-451-70666-0
- Wir reisen ins Geschichtenland, Kerle, Freiburg, 2006, ISBN 978-3-451-70729-2
- Lieber Gott, was ich dir sagen wollte …: Kinder schreiben an den lieben Gott, Weltbild, Augsburg, 2006, ISBN 978-3-86800-001-6
- Nonni und Manni, Kerle, Freiburg 2007, ISBN 978-3-451-70773-5
- Neue Abenteuer auf Island mit Nonni und Manni, Kerle, Freiburg, 2008, ISBN 978-3-451-70810-7
- Schiller Balladen und Gedichte, Weltbild, Augsburg, 2009, ISBN 978-3-86800-261-4
- 365 Gedanken zum Tag, Weltbild, Augsburg, 2009, ISBN 978-3-86800-270-6